# Untersteinach (Weidenberg)
Untersteinach  ist ein Gemeindeteil des Markts Weidenberg im Landkreis Bayreuth (Oberfranken, Bayern). Die Gemarkung Untersteinach hat eine Fläche von 4,791 km². Sie ist in 745 Flurstücke aufgeteilt, die eine durchschnittliche Fläche von 6430,46 m² haben. In ihr liegen neben dem namensgebenden Ort die Gemeindeteile Böritzen, Hammer, Kleinmühle, Saas und Wölgada. Im April 2020 gab es in der Gemarkung 400 Einwohner.

## Geographie
Das Dorf liegt am rechten Ufer der Warmen Steinach. Im Süden erhebt sich der Kühberg (553 m ü. NHN). Die Staatsstraße 2181 führt nach Görschnitz (1,7 km südöstlich) bzw. nach Bayreuth (5,8 km westlich). Die Kreisstraße BT 12 führt an Saas und Kreuzstein vorbei nach Nemmersdorf (2,7 km nördlich).

## Geschichte
Der Ort wurde 1386 als „Steynach“ erstmals urkundlich erwähnt.
Untersteinach bildete eine Realgemeinde mit Hammer, Kleinmühle, Saas und Wölgada. Gegen Ende des 18. Jahrhunderts gab es in Untersteinach mit Hammer, Kleinmühle und Wölgada 33 Anwesen. Die Hochgerichtsbarkeit stand dem bayreuthischen Stadtvogteiamt Bayreuth zu. Die Dorf- und Gemeindeherrschaft hatte das Hofkastenamt Bayreuth. Grundherren waren das Hofkastenamt Bayreuth (1 Hof, 1 Mühle, 7 Sölden, 4 Achtelhöfe, 1 Schmiede), die Hofkanzlei Bayreuth (1 Hof, 1 Mühle, 1 Hammerhaus, 1 Haus, 1 Häuslein, 1 Tropfhäuslein), das Amt Weidenberg (2 Güter, 1 geringes Gütlein, 1 Tropfhaus, 1 Wohnhaus), das Stiftskastenamt Himmelkron (1 Sölde), das Amtsverwaltung Nemmersdorf (3 Söldengüter, 1 Gut mit Zapfenschenke, 1 Tropfhaus) und die Pfarrei Nemmersdorf (1 Gut). Außerdem gab es ein Söldengut, das freieigen war.
Von 1797 bis 1810 unterstand der Ort dem Justiz- und Kammeramt Bayreuth. Nachdem im Jahr 1810 das Königreich Bayern das Fürstentum Bayreuth käuflich erworben hatte, wurde Untersteinach bayerisch. Infolge des Gemeindeedikts wurde 1812 der Steuerdistrikt Untersteinach gebildet. Neben dem Hauptort gehörten zu diesem Böritzen, Döhlau, Görau, Hammer, Hilpertsgraben, Höflas, Kleinmühle, Lankendorf, Saas, Ützdorf und Wölgada. Zugleich entstand die Ruralgemeinde Untersteinach, zu der Böritzen, Hammer, Kleinmühle, Saas und Wölgada gehörten. Sie war in Verwaltung und Gerichtsbarkeit dem Landgericht Weidenberg zugeordnet und in der Finanzverwaltung dem Rentamt Bayreuth (1919 in Finanzamt Bayreuth umbenannt). Ab 1862 gehörte Untersteinach zum Bezirksamt Bayreuth (1939 in Landkreis Bayreuth umbenannt). Die Gerichtsbarkeit blieb beim Landgericht Weidenberg (1879 in Amtsgericht Weidenberg umgewandelt), seit 1931 ist das Amtsgericht Bayreuth zuständig. Die Gemeinde hatte 1964 eine Gebietsfläche von 4,791 km². Im Zuge der Gebietsreform in Bayern wurde die Gemeinde Untersteinach am 1. Mai 1978 nach Weidenberg eingemeindet.

### Baudenkmäler
- Hauptstraße 23: Wohnhaus[13]

### Einwohnerentwicklung
Gemeinde Untersteinach
| Jahr      | 1818  | 1840   | 1852   | 1855   | 1861   | 1867   | 1871   | 1875   | 1880   | 1885   | 1890   | 1895   | 1900   | 1905   | 1910   | 1919   | 1925   | 1933   | 1939   | 1946   | 1950   | 1952   | 1961   | 1970   |
| Einwohner | 256   | 242    | 284    | 289    | 287    | 285    | 286    | 300    | 304    | 322    | 299    | 317    | 245    | 219    | 244    | 243    | 231    | 215    | 211    | 317    | 322    | 317    | 247    | 280    |
| Häuser    | 36    |        |        |        |        |        | 39     |        |        | 41     | 40     |        | 40     |        |        |        | 42     |        |        |        | 44     |        | 52     |        |
| Quelle    | [ 8 ] | [ 15 ] | [ 15 ] | [ 15 ] | [ 16 ] | [ 17 ] | [ 18 ] | [ 19 ] | [ 20 ] | [ 21 ] | [ 22 ] | [ 15 ] | [ 23 ] | [ 15 ] | [ 24 ] | [ 15 ] | [ 25 ] | [ 15 ] | [ 15 ] | [ 15 ] | [ 26 ] | [ 15 ] | [ 10 ] | [ 27 ] |

Ort Untersteinach
| Jahr      | 001818 | 001861 | 001871 | 001885 | 001900 | 001925 | 001950 | 001961 | 001970 | 001987 | 002020 |
| Einwohner | *256   | 232    | 236    | 267    | 194    | 194    | 280    | 215    | 245    | 347    | *400   |
| Häuser    | *36    |        |        | 34     | 33     | 36     | 37     | 45     |        | 86     |        |
| Quelle    | [ 8 ]  | [ 16 ] | [ 18 ] | [ 21 ] | [ 23 ] | [ 25 ] | [ 26 ] | [ 10 ] | [ 27 ] | [ 28 ] | [ 5 ]  |

## Religion
Untersteinach ist seit der Reformation evangelisch-lutherisch geprägt und nach Nemmersdorf gepfarrt.